# 耶律僕里篤
耶律僕里篤（やりつ ぼくりとく、生没年不詳）は、遼（契丹）の政治家・軍人。字は燕隠。

## 経歴
六院林牙耶律突呂不の四世の孫にあたる。開泰年間、本班郎君となった。反乱者を捕らえた功績により、枢密使の蕭朴の推挙を受け、率府率に転じた。太平年間、同知南院宣徽事となり、彰聖軍節度使に累進した。
重熙16年（1047年）、興中府知府となった。重熙18年（1049年）、西夏を攻撃して、西南面招討使となった。重熙19年（1050年）、西夏軍が金粛軍に侵入すると、僕里篤は西夏軍を撃破して1万人あまりを斬首し、右武衛上将軍の位を加えられた。当時、国境近くで略奪を受ける家畜が多数にのぼったが、僕里篤が倒塌嶺都監となって統治すると、略奪事件は跡を絶った。重熙20年（1051年）、知金粛軍事となった。宰相の趙惟節が辺境の城や橋や道の整備と食糧の補給を担当していたが、その仕事の副官を求めたので、興宗は僕里篤に命じて趙惟節の仕事を補佐させた。
清寧初年、僕里篤は長寧軍節度使と匡義軍節度使を歴任して、致仕した。咸雍年間、死去した。
子の耶律阿固質は、また倒塌嶺都監をつとめた。

## 伝記資料
- 『遼史』巻91 列伝第21